# Сопайпилья
Сопайпилья (исп. sopaipilla, sopapilla , sopaipa или cachanga) — жаренные во фритюре лепёшки или пончики, распространённые в Испании и Латинской Америке, рецепт которых имеет свои особенности в каждой испаноязычной стране.

## Этимология
Слово «sopaipilla» является уменьшительным от слова «sopaipa», которое вошло в испанский язык из мосарабского языка Аль-Андалуса. Первоначальное мосарабское слово «Xopaipa» использовалось для обозначения хлеба, пропитанного маслом. Слово происходит, в свою очередь, от германского слова «suppa», что означало хлеб, пропитанный жидкостью (отсюда же немецкое «Suppe» и русское «суп»).
Сопайпилью по традиции готовят из дрожжевого пшеничного теста (или, в Латинской Америке, из смеси пшеничной муки и маса харины — сушёного теста из кукурузной муки), в которое добавляют масло или жир. После того, как тесто поднялось, его раскатывают в лист, который затем разрезают на круглые, квадратные или треугольные формы размером примерно от 8 до 20 сантиметров (в зависимости от рецепта). Затем эти кусочки жарятся во фритюре (иногда перед этим дав подняться), жарка заставляет их вздуваться, в идеале образуя полый карман в центре.

## История
Жареные лепёшки были изобретены людьми ещё в те времена, когда были придуманы самые ранние гончарные сосуды, в которых можно было хранить масло или жир: около 5000-3000 лет до нашей эры. В древние времена жарка лепешек была примитивной заменой выпечки, для которой требовался только огонь и простая посуда. Каждая культура разработала ту или иную форму лепёшек. Варианты сопайпильи встречаются в латиноамериканской, техасско-мексиканской кухне и кухне юго-запада США.

## Региональные варианты

### Аргентина

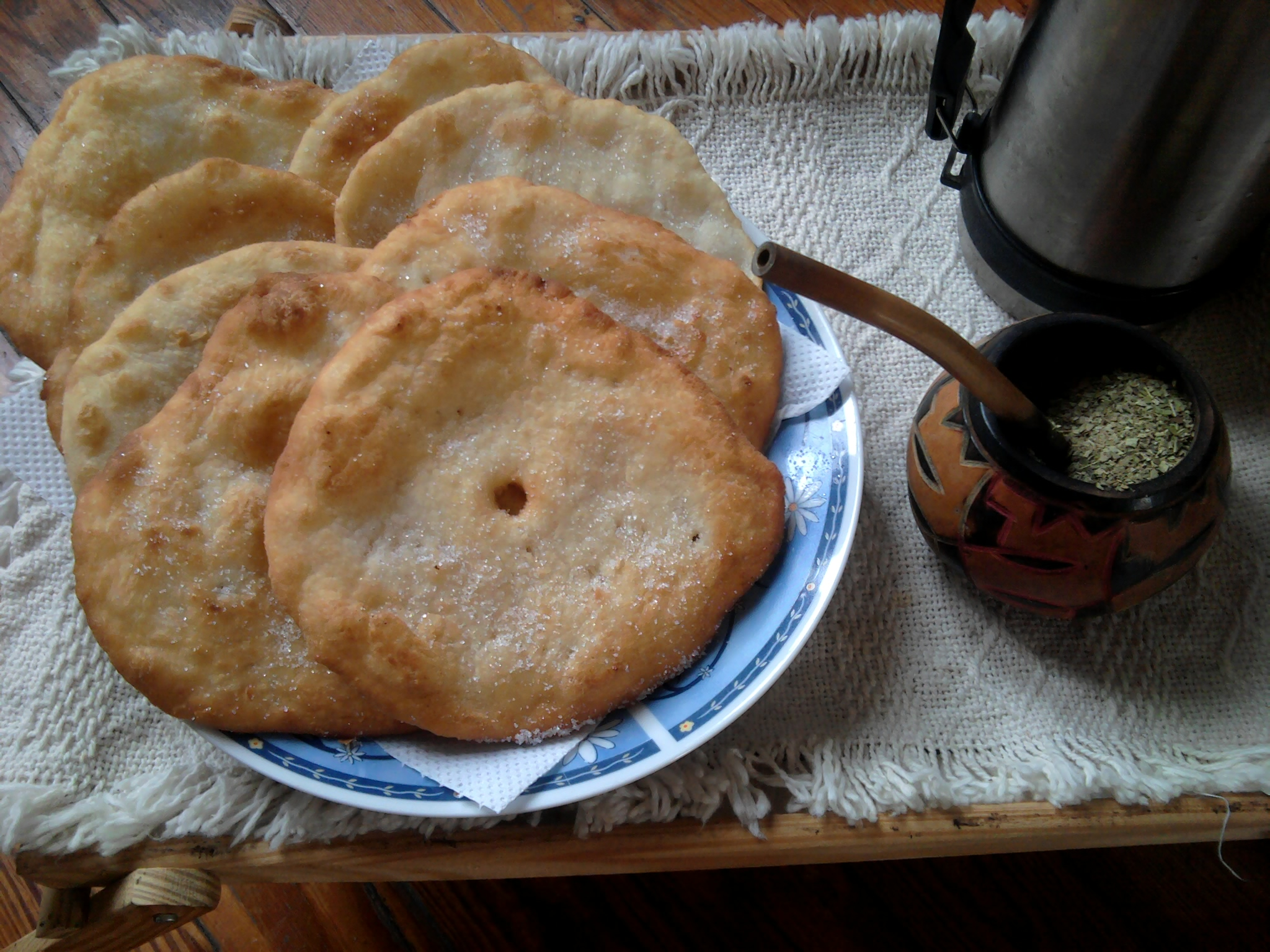
Торта фрита, Аргентина и Уругвай

В Аргентине эта выпечка известна под другими названиями, кроме сопайпа, супайпа и сопайпилья, включая торта фрита, креппель (от регионального немецкого Kreppel) и чипа куэрито.

### Чили

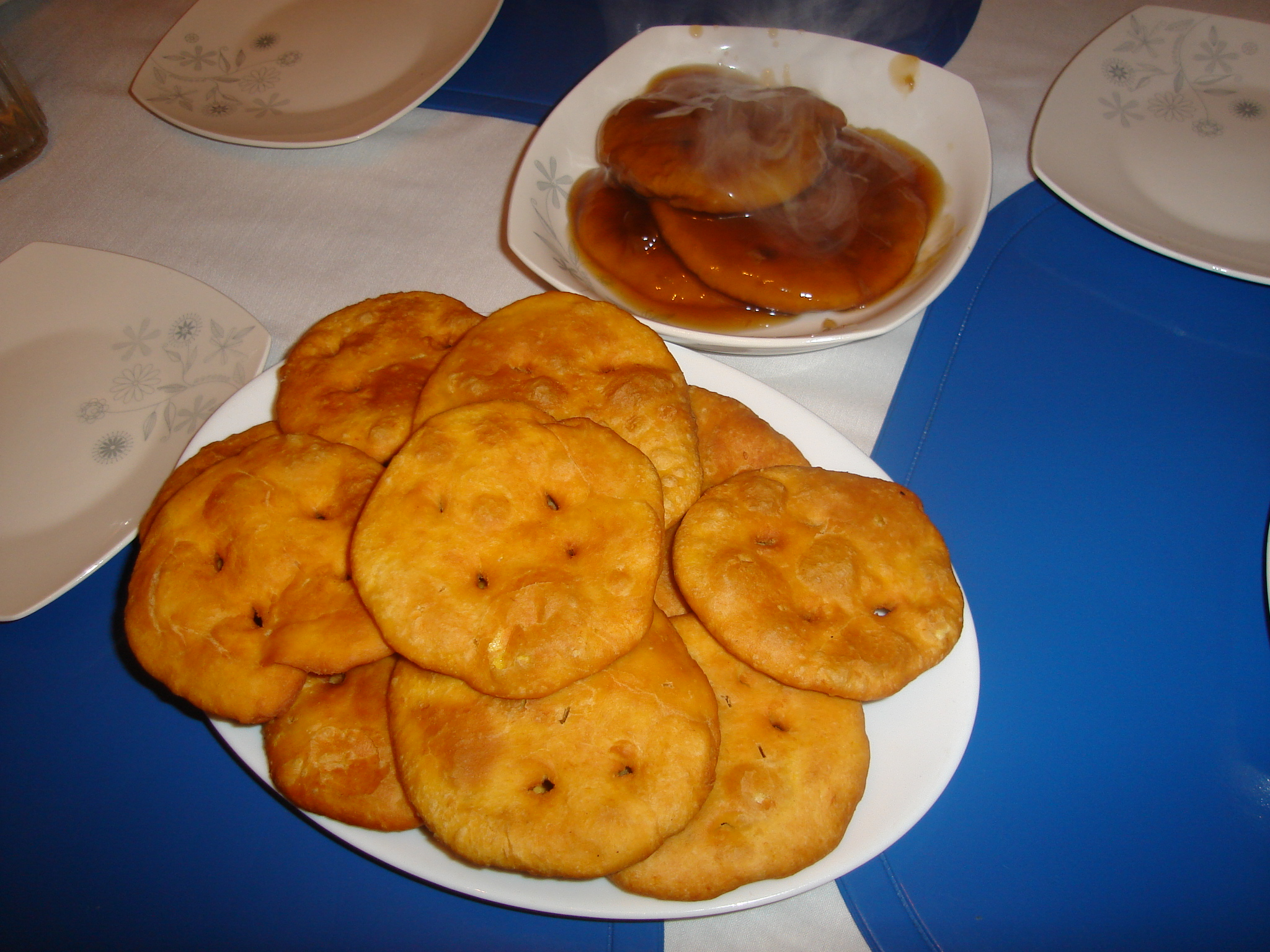
Центральночилийские сопайпилья пасадас (пропитанные) и без соуса чанкака

Известно, что в Чили сопайпилья (или сопайпас) употребляют в пищу по крайней мере с 1726 года. Хотя традиционные чилийские сопайпилья, приготовленные в центральной части Чили, включают в тесто приготовленную молотую тыкву, то на юге страны обычно нет. В зависимости от того, подаются ли они в виде выпечки или хлеба, чилийские сопайпилья традиционно подают либо с пебре (соус из перца чили, лука, чеснока и кориандра), либо варят в соусе чанкака (домашний острый сироп, приготовленный из панелы и апельсиновой цедры) и с корицей, и тогда они называются sopaipillas pasadas). Их также подают с горчицей, кетчупом, горячим маслом, авокадо или сыром. В Чили сопайпилья традиционно готовят дома и едят в дни сильного дождя, а также пользуются широкой популярностью в качестве уличной еды, особенно зимой. Чилийские сопайпильи круглые и плоские, с отверстиями, проколотыми в центре теста, обычно вилкой.
Sopaipillas pasadas — это название, данное центрально-чилийским сопайпильям, которые подают с соусом чанкака.

### Sopaipillas из Чило
На архипелаге Чилоэ и в соседних зонах сопайпильи имеют ромбовидную форму, они обычно сладкие и подаются с джемом или мёдом. Они являются важным ингредиентом reitimientos, традиционного праздника, связанного с вытапливанием жира после забоя свиньи.

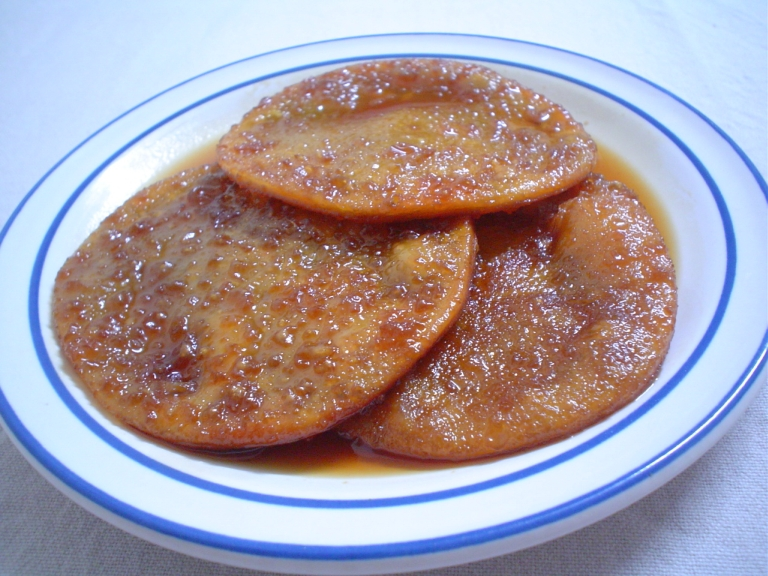
Sopaipillas pasadas — это название центрально-чилийских сопайпилий, которые подают с соусом чанкака.

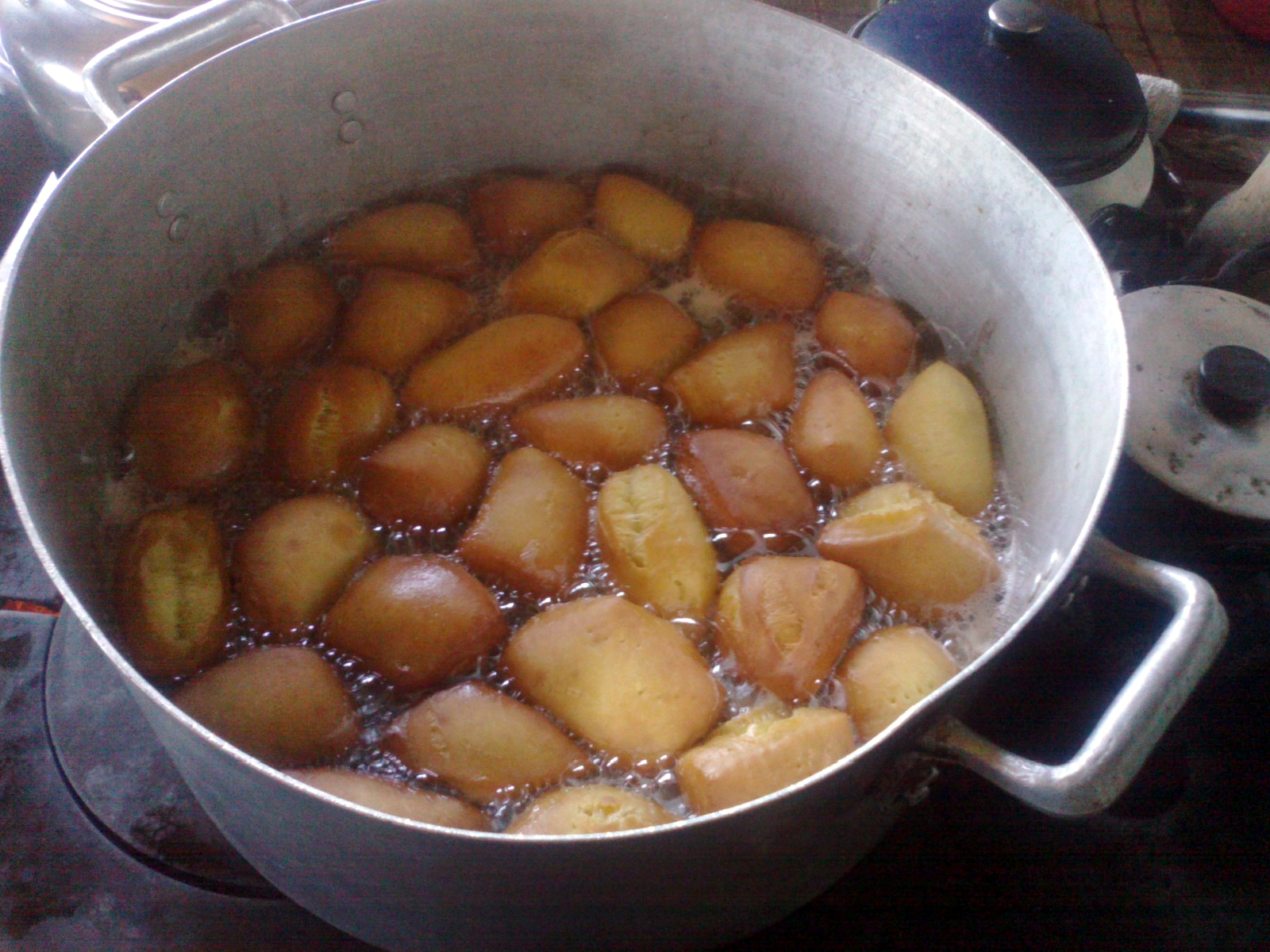
Сопайпильи из Чилоэ

### Перу
В Перу это жареное тесто называется качанга, и оно может быть как сладким, так и кислым. Это традиционное блюдо перуанской кухни, которое обычно едят во время завтрака, готовят по-разному в зависимости от региона, с одним из рецептов, включающим использование корицы. Основное различие между этой формой сопайпильи и другими версиями заключается в том, что они больше, тоньше и более жесткие.

### США
Sopaipillas в новомексиканской кухне представляет собой жареное тесто в форме подушек, отличное от латиноамериканских вариаций. Подобно жареному хлебу коренных американцев, их обычно подают в виде хлеба и используют для вытирания соусов, зачерпывания лакомых кусочков, придания вкуса или измельчения в тушеное мясо. Его называли «пончиком Юго-Запада», в то время как другие авторы говорили, что «этот недрожжевой хлеб с простым вкусом определённо не пончик, но и не оладья».
В северной части Нью-Мексико их часто начиняют пикантными ингредиентами, такими как говяжий или куриный фарш, покрывают чили и сыром и подают с листьями салата и помидорами в качестве основного блюда, но такие «фаршированные сопайпилья» являются относительно новым нововведением и до сих пор довольно популярны. неизвестный в южной части штата. Иногда их едят как десерт, поливая медом или анисовым сиропом. Но их часто едят таким же образом во время самой еды, поскольку кухня Новой Мексики имеет тенденцию быть очень острой, а сладкие сиропы уменьшают ощущение жара.
Сопайпилья в техасско — мексиканской кухне представляет собой слоёное тесто, но в остальном похоже на сопайпилья в нью-мексиканском стиле, за исключением того, что они всегда подаются в качестве десерта, покрыты сахарной корицей и подаются с мёдом. Во многих техасско- мексиканских ресторанах в Техасе и Оклахоме подают десертные сопайпильи как часть бесплатной «установки»: чипсы и сальса подаются перед едой, иногда вместе с соусом кесо, маринованными овощами и мучные лепешки и сопайпилья, подаваемые в конце трапезы.
Сопайпилья и штрудель вместе считались выпечкой штата Техас с 2003 по 2005 год.

### Уругвай
В Уругвае вариант сопайпильи известен как торта фрита, что в переводе с испанского языка значит «жареные пирожки». Tortas fritas готовят из муки, соли и воды, смазывают коровьим жиром, раскатывают в тонкое тесто большой формы (20-25 см) и обжаривают во фритюре на коровьем жире. Обычно они соленые, но принято посыпать их сахаром и есть как закуску. Их обычно готовят в дождливые дни.